# Eletica colorata
Eletica colorata es una especie de coleóptero de la familia Meloidae.

## Distribución geográfica
Habita en África Central, Angola.